# Halston Sage
Halston Sage (Los Angeles, 1993. május 10. –) amerikai színésznő.
Olyan televíziós sorozatokban szerepelt, mint a How to Rock (2012), a Krízis (2014), Az Orville: Új horizontok (2017-2019) és Gyilkos lelkek (2019-2021). 
Fontosabb filmjei közé tartozik a Papírvárosok (2015), a Cserkészkézikönyv zombiapokalipszis esetére (2015), illetve a Mielőtt elmegyek (2017).

## Gyermekkora és pályafutása
1993. május 10-én született Los Angelesben Lenny és Tema Schrage gyermekeként, zsidó származású családba. Van egy öccse és egy húga.
Versenyszerűen lovagolt, valamint középiskolája újságának szerkesztője is volt.
2016-ban megkapta Alara Kitan főszerepét Az Orville: Új horizontok című sci-fi drámasorozatban, amelyet 2017. szeptember 10-én mutatott be a Fox. 2019 januárjában bejelentették, hogy Sage az "Otthon" című epizód után elhagyja Az Orville szereplőgárdáját, bár távozását nem tekintették véglegesnek.

## Filmográfia

### Film
| Év   | Magyar cím                                  | Eredeti cím                           | Szerep            | Magyar hang     |
| ---- | ------------------------------------------- | ------------------------------------- | ----------------- | --------------- |
| 2012 |                                             | The First Time                        | Brianna           |                 |
| 2013 | Lopom a sztárom                             | The Bling Ring                        | Amanda            |                 |
| 2013 | Nagyfiúk 2.                                 | Grown Ups 2                           | Nancy Arbuckle    |                 |
| 2014 | Rossz szomszédság                           | Neighbors                             | Brooke Shy        | Bozó Andrea     |
| 2014 |                                             | Poker Night                           | Amy               |                 |
| 2015 | Papírvárosok                                | Paper Towns                           | Lacey Pemberton   | Czető Zsanett   |
| 2015 | Libabőr                                     | Goosebumps                            | Taylor            | Tamási Nikolett |
| 2015 | Cserkészkézikönyv zombiapokalipszis esetére | Scouts Guide to the Zombie Apocalypse | Kendall Grant     | Kardos Eszter   |
| 2017 | Mielőtt elmegyek                            | Before I Fall                         | Lindsay Edgecombe |                 |
| 2017 | Kit ismerhetek?                             | People You May Know                   | Tasha             |                 |
| 2017 |                                             | You Get Me                            | Alison Hewitt     |                 |
| 2019 | Talkshow                                    | Late Night                            | Zoe Martlin       | Mikecz Estilla  |
| 2019 | Az utolsó nyarunk                           | The Last Summer                       | Erin Sinclaire    |                 |
| 2019 | X-Men: Sötét Főnix                          | Dark Phoenix                          | Dazzler (cameo)   |                 |
| TBA  |                                             | The List                              | Abby              |                 |

### Televízió
| Év        | Magyar cím                         | Eredeti cím                        | Szerep         | Megjegyzések                                                                                  |
| --------- | ---------------------------------- | ---------------------------------- | -------------- | --------------------------------------------------------------------------------------------- |
| 2011      | V, mint Viktória                   | Victorious                         | Sadie          | 1 epizód                                                                                      |
| 2012      |                                    | How to Rock                        | Grace King     | főszereplő (25 epizód)                                                                        |
| 2012      | Bucket és Skinner hősies kalandjai | Bucket & Skinner's Epic Adventures | Catherine Toms | 1 epizód                                                                                      |
| 2012      |                                    | Figure It Out                      | önmaga         | 4 epizód                                                                                      |
| 2014      | Krízis                             | Crisis                             | Amber Fitch    | főszereplő (13 epizód)                                                                        |
| 2017–2022 | Az Orville: Új horizontok          | The Orville                        | Alara Kitan    | - főszereplő (1-2. évad) - különleges vendégszereplő (3. évad) - magyar hangja: Laudon Andrea |
| 2019      | Magnum                             | Magnum P.I.                        | Willa          | 1 epizód                                                                                      |
| 2019–2021 | Gyilkos lelkek                     | Prodigal Son                       | Ainsley Whitly | - főszereplő (33 epizód) - magyar hangja: Gyöngy Zsuzsa                                       |

Videóklipek
- 2011: Victoria Justice – "Beggin' on Your Knees" – Sadie
- 2015: Zac Brown Band – "Loving You Easy" – gyönyörű lány

Videójátékok
- 2022: The Quarry – Emma Mountebank

## Fordítás
- Ez a szócikk részben vagy egészben  a   Halston Sage című angol Wikipédia-szócikk fordításán alapul.  Az eredeti cikk szerkesztőit annak laptörténete sorolja fel. Ez a jelzés csupán a megfogalmazás eredetét és a szerzői jogokat jelzi, nem szolgál a cikkben szereplő információk forrásmegjelöléseként.